# Astragalus amalecitanus
Astragalus amalecitanus es una especie de planta del género Astragalus, de la familia de las leguminosas, orden Fabales.
Fue descrita científicamente por Boiss.